# WAXS
La técnica de análisis WAXS por sus siglas en inglés: Wide Angle X-ray Scattering es utilizada en análisis de estructuras de polímeros semicristalinos y otros compuestos orgánicos que forman cristales.
Esta técnica suele utilizarse junto otra similar llamada SAXS. En términos generales se utiliza la técnica WAXS para obtener información estructural en escalas del orden de 1 nm o menores, mientras que SAXS se utiliza para órdenes de 1 a 1000 nm. Los físicos han hecho una diferencia entre estas dos técnicas debido a que los instrumentos requeridos y los métodos de análisis son muy diferentes entre sí. 

## Grado de cristalinidad
El grado de cristalinidad es uno de los parámetros básicos que caracterizan la semicristalinidad en polímeros. Diversos métodos existen disponibles para la obtención de este párametro, de ellos, el basado en rayos X es el método fundamental, con el cual se comparan los resultados de los demás métodos. 
El grado de cristalización de un polímero incrementa dependiendo del tiempo que este tenga para que sus cadenas se acomoden, este tiempo debe encontrarse en un rango de temperaturas cerca de la Tc o temperatura de cristalización, esta temperatura muy rara vez coincide con la temperatura de fusión del polímero y suele encontrarse en el rango de: Tg<Tc<Tm.
Los cristales forman lamelas que a su vez forman esferulitas y el tamaño de un cristal dependerá de cuanto tiempo tuvo este para cristalizar, así, polímeros altamente cristalinos, como el PET, son enfriados rápidamente en su proceso de fabricación, logrando que los cristales sean de tamaño muy pequeño y por tanto, sea un producto transparente.